# 9116 Billhamilton
9116 Billhamilton eller 1997 ES40 är en asteroid i huvudbältet som upptäcktes den 7 mars 1997 av den amerikanske astronomen Marc W. Buie vid Anderson Mesa Station. Den är uppkallad efter amerikanen William O. Hamilton.